# Hudson Austin
Hudson Austin (Islas de Barlovento británicas, 26 de abril de 1938-Saint George, 24 de septiembre de 2022) fue un político y militar granadino que fue el tercer y último jefe de gobierno de su país durante el Gobierno Popular Revolucionario de Granada (1979-1983). Llegó al poder el 19 de octubre de 1983, tras deponer a Bernard Coard y fue derrocado tan solo una semana después, por la invasión estadounidense de la isla, el 25 de octubre. Las tropas bajo su mando fueron responsables del fusilamiento del cofundador y líder de la revolución Maurice Bishop y de varios de sus ministros y seguidores. Después del asesinato de Maurice Bishop, Austin formó un gobierno militar asumiendo la presidencia del mismo. Tras ser detenido y encarcelado durante varios años quedó en libertad en diciembre de 2008.

## Biografía

### Papel en la Revolución Granadina
Hudson Austin era un miembro activo del Movimiento New Jewel de Granada, que derrocó el gobierno constitucional de Eric Gairy e instauró un régimen de corte socialista conocido como Gobierno Popular Revolucionario de Granada.

### Asesinato de Bishop y sus seguidores
En octubre de 1983, la confrontación entre facciones dentro del gobierno llevaron vice primer ministro Bernard Coard situar a Maurice Bishop bajo arresto domiciliario y tomar el control del gobierno. Austin apoyó la acción. Cuando estallaron las protestas populares por la detención de Bishop el General Austin estuvo al mando de las tropas que reprimieron a los manifestantes y que fusilaron a Maurice Bishop, a diversos miembros de su gobierno y a un número desconocido de sus seguidores.

### Jefe de Gobierno de Granada: 19 - 25 de octubre de 1983
El 19 de octubre de 1983, Hudson Austin se autoproclamó primer ministro con el apoyo de Coard y sus aliados. El Gobernador General de Granada, Paul Scoon, fue puesto bajo arresto domiciliario. En un anuncio radiofónico se informó: "Las Fuerzas Armadas Revolucionarias se vieron obligados a asaltar la fortaleza, y en el proceso fueron asesinados por las siguientes personas: Maurice Bishop, Unison Whiteman, Vincent Noel, Jacqueline Creft, Norris Bain y Fitzroy Bain entre otros" decretando un toque de queda total de cuatro días: "Nadie debe salir de su casa. Cualquiera que viole este toque de queda será ejecutado."
El gobierno militar se prolongó durante seis días. La Organización de Estados del Caribe Oriental (OECS) pidió ayuda a los Estados Unidos, Barbados y Jamaica. Según Mythu Sivapalan del New York Times (19 de octubre de 1983), este llamamiento formal era a instancias del gobierno de EE. UU., que había decidido tomar acciones militares contra el régimen de Austin y Coard. Los oficiales de EE. UU. citaron el golpe y la inestabilidad política general en un país cerca de sus propias fronteras, así como la presencia de estudiantes de medicina estadounidenses en la Universidad de St. George de Granada, como las razones para la acción militar. Sivapalan también expuso que la última razón fue utilizada para ganar apoyo público, más que como una razón legítima para la invasión, ya que menos de 600 de entre los 1.000 civiles no granadinos en la isla eran de los EE. UU. La isla fue invadida el 25 de octubre, y después de una breve resistencia, el gobierno de Austin capituló ante las fuerzas invasoras ese mismo día.

### Juicio y condena
Austin fue detenido, junto con todos los que estaban en el gobierno y el ejército, acusados de haber participado ya sea en la decisión de matar a Bishop o estaban entre las filas del ejército que llevaron a cabo las órdenes. Austin fue condenado a muerte junto con Coard y los otros líderes del golpe en 1986, pero sus sentencias fueron posteriormente conmutada a cadena perpetua en 1991. En sus peticiones de mitigación de pena realizadas en 2007 cuando Austin trató de salir de la cárcel, no negó su responsabilidad por los hechos de 1983.
Austin fue puesto en libertad el 18 de diciembre de 2008, junto con Colville McBarnett y John Ventour.